# Lónyay (Adelsgeschlecht)

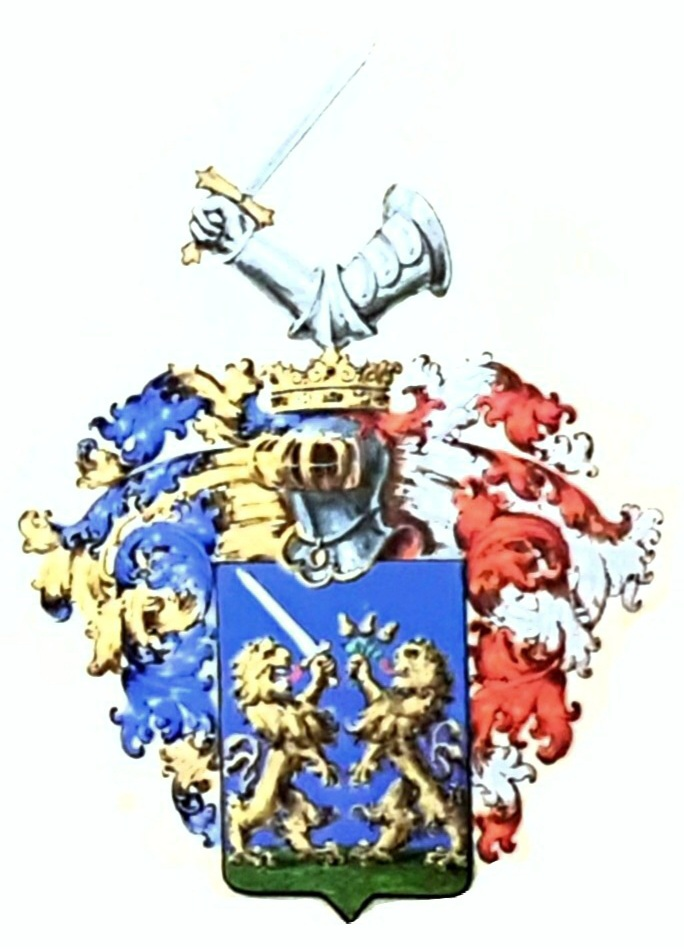
Stammwappen der Lónyay

Lónyay ist der Name einer evangelisch-reformierten ungarischen Adelsfamilie, deren Stammlinie bis ins Hochmittelalter zurückreicht. 1627 erhielten die Lónyay die ungarische Baronie, den ungarischen Grafenstand erlangten zwei Linien der Familie 1871 bzw. 1896, und 1917 wurde Elemér Lónyay in den ungarischen Fürstenstand erhoben. Angehörige des weitverzweigten Geschlechtes leben noch heute in Österreich und Ungarn.

## Geschichte

Menyhért Lónyay, Lithographie von Franz Eybl, 1848

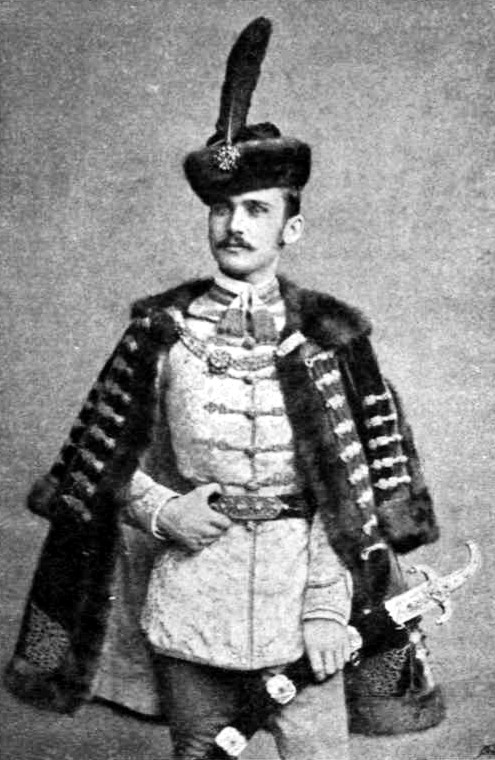
Elemér Fürst von Lónyay

Die Lónyay stammen aus der Ortschaft Lónya im Kreis Vásárosnamény im Komitat Szabolcs-Szatmár-Bereg. Ein Vertreter dieses Geschlechtes, Berenczei Nane, wird um 1240 zum ersten Mal urkundlich genannt. Sein Sohn Jacob erhielt als Obergespan von Szatmár 1285 die königliche Donation von Lónya. Seit dem 16. Januar 1627 trug die Familie den an Sigmund Lónyay verliehenen ungarischen Baronstitel. Die Lónyay waren besonders in den Komitaten Bereg, Sathmar und Semplin sehr begütert, ebenso besaßen sie das Schloss in Bodrog-Olaszi im heutigen Komitat Borsod-Abaúj-Zemplén. Als sich die Ortschaft Lónya gegen Ende des 14. Jahrhunderts in zwei Siedlungen (Kis-Lónya und Nagy-Lónya) teilte, blieben die in Lónyay in Nagy-Lónya ansässig. Nach dem Österreichisch-Ungarischen Ausgleich in der zweiten Hälfte des 19. Jahrhunderts erhob Franz Joseph als König von Ungarn die beiden Linien des inzwischen Lónyay de Nagy-Lónya et Vasáros-Namény genannten Hauses in den Grafenstand:
- Am 3. August 1871 erblicher ungarischer Grafenstand für den Nationalökonomen und Politiker Baron Menyhért Lónyay (1822–1884), der am 14. November 1871 zum ungarischen Ministerpräsidenten ernannt  wurde,[1] sowie dessen Nachkommen
- Am 29. November 1896 erblicher ungarischer Grafenstand für die beiden Söhne des Barons Edmund Lónyay (1834–1885), nämlich Gábor (1861–1917) und Elemér (1863–1946), sowie deren Nachkommen. Elemér  heiratete am 22. März 1900 die Kronprinzen-Witwe Erzherzogin Stephanie, Witwe des Kronprinzen Rudolf, und erhielt durch Entschließung Königs Karl IV. in Baden vom 28. Januar 1917 (Diplom Budapest am 9. Februar 1917) für sich und seine Nachkommen den ungarischen Fürstenstand mit dem Prädikat „Durchlaucht“.[2] Da Stephanie aufgrund einer Vorerkrankung keine Kinder mehr bekommen konnte, blieb die Ehe mit Elemér Lónyay kinderlos; der Fürstentitel ist daher 1946 erloschen.

## Wappen

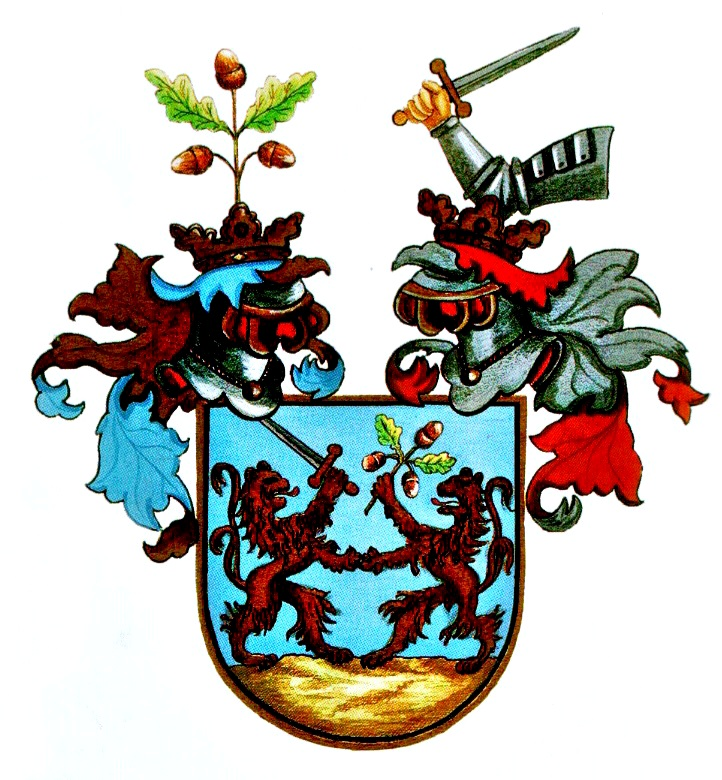
Gemehrtes Wappen der Lónyay mit zwei Helmen: 1. Zusatzhelm, 2. Helm mit Helmzier des Stammwappens
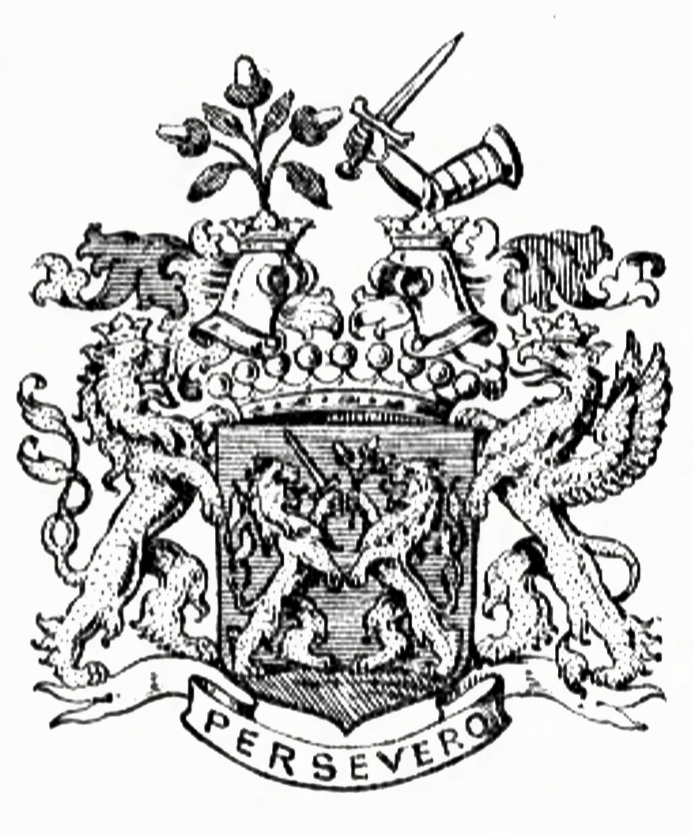
Grafenwappen der Lónyay mit Grafenkrone und Schildhaltern, Löwe und Greif. Wahlspruch: Persevero.

Das 1917 anlasslich der Erhebung Elemér Lónyays in den ungarischen Fürstenstand verliehene Wappen ist: In Blau auf grünem Boden zwei gegeneinander aufgerichtete goldene Löwen, von denen der
rechtsseitige in der erhobenen linken Pranke ein goldbegrifftes blankes Schwert schwingt, der linksseitige in der erhobenen rechten Pranke einen natürlichen Eichenzweig mit drei Eicheln und zwei Blättern nach oben hält. Zwei goldgekrönte Helme mit Helmzierden: I der Eichenzweig wachsend; II ein auf den Ellbogen gestützter geharnischter Arm, in der bloßen Faust ein goldbegrifftes Schwert haltend. Helmdecken: I Blau und Gold; II Rot und Silber. Devise: „Fortiter et constanter“. Fürstenhut und Fürstenmantel.
Das Gemeindewappen von Lónya weist ebenfalls auf die Familie Lónyay hin.

## Personen
- Menyhért Lónyay (1822–1884), ungarischer Politiker, Finanz- und Premierminister 1871–1872
- Albert Lónyay (1850–1923), Offizier der k.u.k. Armee, Gardekapitän der k. u. Leibgarde
- Elemér Lónyay (1863–1946), 2. Gemahl von Prinzessin Stephanie von Belgien (1864–1945)

## Bilder

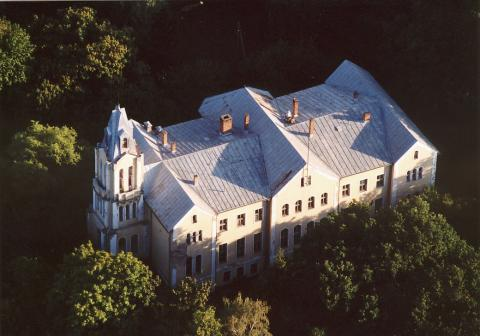
Schloss Lónyay in Bodrogolaszi
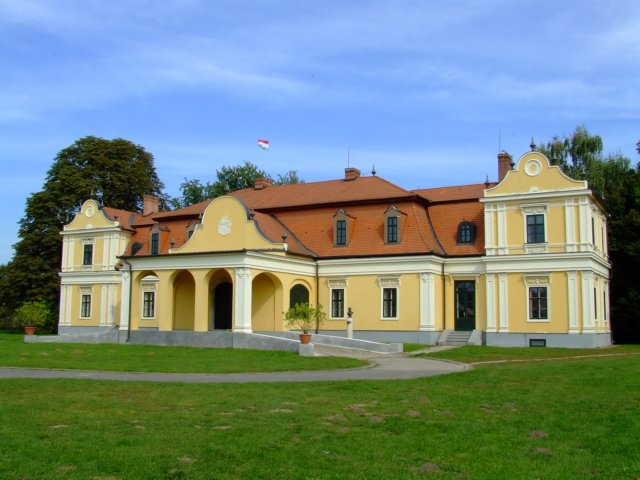
Schloss Lónyay in Tuzsér
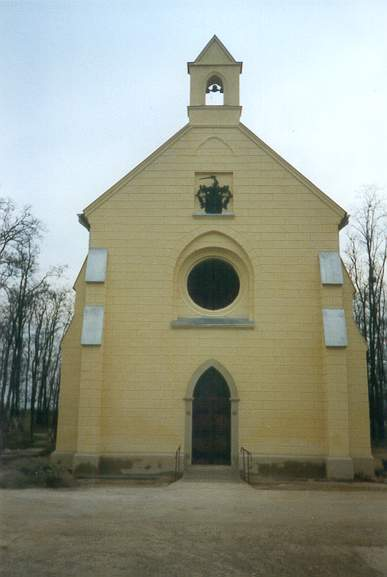
Die Familiengruft in Lónya

## Referenzen in der Kunst
Die Protagonistin der fiktiven Anthologie Psyché des ungarischen Dichters Sándor Weöres, die als eines der wichtigsten Werke der ungarischen Literatur des 20. Jahrhunderts gilt, die fiktive Dichterin Erzsébet Mária Psyché Lónyay, wird als dem Adelsgeschlecht der Lónyay entstammend geschildert.
Psyché diente wiederum als Vorlage für den Experimental-Spielfilm Narziss und Psyche, in dessen Zentrum Erzsébet Lónyay steht.